# Макаров, Александр Тимофеевич (государственный деятель)
Александр Тимофеевич Макаров — советский государственный и партийный деятель, председатель Рязанского областного исполнительного комитета.

## Биография
Родился в селе Польное Ялтуново Рязанской области. Член ВКП(б) с 1949 года.
С 1953 года — на общественной и партийной работе.
В 1953—1980 гг.:
- старший агроном, агроном, директор учебного хозяйства совхоза имени Э. Тельмана,
- 2-й секретарь Каверинского районного комитета КПСС,
- 1-й секретарь Ермишинского районного комитета КПСС,
- 1-й секретарь Сараевского районного комитета КПСС,
- начальник Скопинского территориально-производственного колхозно-совхозного управления,
- заместитель председателя Организационного бюро Рязанского областного комитета КПСС по сельскохозяйственному производству,
- 2-й секретарь Рязанского сельского областного комитета КПСС,
- секретарь Рязанского областного комитета КПСС,
- председатель Исполнительного комитета Рязанского областного Совета,
- заместитель министра пищевой промышленности СССР.

Избирался депутатом Верховного Совета РСФСР 6-го, 7-го, 8-го, 9-го созыва.
Умер в 2003 году.